# Der Reisepaß
 Der Reisepaß ist ein Roman von Bruno Frank, der im April 1937 bei Fritz Landshoff im Querido Verlag/Amsterdam erschien. Auszugsweise war der Text bereits, beginnend am 13. März desselben Jahres, in Paris von Leopold Schwarzschild im Neuen Tage-Buch vorabgedruckt worden.
Die Handlung führt vom Ende des Ersten Weltkrieges bis zum Juni 1936 nach Deutschland, in die Tschechoslowakei und über Belgien nach England. Thematisiert wird der Kampf gegen den deutschen Faschismus – mit einem Prinzen als Akteur. Konrad Umlauf meint, der Adelige als Protagonist stehe symbolisch, gleichsam „als Ehrentitel für jemanden, der bereit ist, sich für andere zu opfern.“ In der Hinsicht läge ein Entwicklungsroman vor: Ein Aristokrat ersetzt seinen angeborenen Adel durch entsagungsvollen Opferwillen.

## Handlung

### Der Reisepaß
An einem Novemberabend anno 1935 möchte ein junger Mann im Gasthof „Morgenstern“ der tschechoslowakischen Ortschaft Kumerau übernachten. Der Reisende weist sich beim Gastwirt als der 1908 geborene Kunstgelehrte Ludwig Camburg aus. Nach einem Blick in den Reisepass tituliert der Wirt den Gast statt beim Nachnamen nur noch mit „Hoheit“ und erfüllt ihm auf einmal selbst den kleinsten Wunsch. Ludwig trägt den Smaragd der Maria da Gloria bei sich.

### Prinz Ludwig
Rückblende ins Jahr 1918: Ludwig, Prinz von Sachsen-Camburg, erlebt als 10-Jähriger, wie sein Vater, der regierende Herzog Philipp, vom Thron „gleitet“. Ludwigs Hauslehrer, der bürgerliche Philologe und Historiker Dr. Otto Steiger, ein eingefleischter Monarchist, tut so, als wäre nichts gewesen. Der Privatunterricht geht für den jungen Prinzen weiter. Im Jahr 1923 stirbt Ludwigs Mutter. Der entmachtete Vater frönt seiner numismatischen Leidenschaft. Der herzogliche Finanzdirektor schüttelt den Kopf, als Jacques Wetzlar, ein jüdischer Antiquar aus der Frankfurter Miquelstraße, die Rechnung für über zweitausend Jahre alte Münzen vorlegt.
1930 sucht der inzwischen erblindete Wetzlar den Herzog Philipp in Begleitung seiner 14-jährigen Tochter Ruth auf. Der Frankfurter Antiquar schenkt dem Regenten, der seit zwölf Jahren nicht mehr regieren darf, zum 25. Jahrestag des Regierungsantritts die Dekadrachme von Syrakus. Ludwig, der im nicht weit entfernten Jena studiert und dessen älterer Bruder, der Erbprinz August, sind zur Feier des Tages gekommen. August, der neuerdings uniformiert auftritt und mit „Deutschland erwache!“ grüßt, beleidigt den Juden Wetzlar. Ruth kann den Schimpf nicht verwinden. Das junge Mädchen weint.
Während seines Studiums in Jena war Ludwig durch den Geheimrat Professor Johannes Rotteck auf seinen Forschungsgegenstand, die „Geschichte des Porträts in Europa“, gelenkt worden. Der Student hatte sich in die bereits vorliegenden Bände – vier an der Zahl – eingelesen. Fortan konzentriert er seinen Studieneifer auf den Hofmaler Goya. 
1933, im Frühjahr nach der Machtübernahme der Nationalsozialisten, verliert Rotteck sein Lehramt. Als darauf ein NSDAP-Mitglied auf Rottecks Lehrstuhl berufen wird, verlässt Ludwig die Universität.
Ludwigs Vater stirbt Ende Juni 1934. Erbprinz August, in der SA ein Gefolgsmann Röhms, entgeht nur der „Nacht der langen Messer“, weil er gerade an der Beisetzung in Camburg teilnimmt. Unter anderen diese Morde bestärken einen elitären Kreis um den Lehrer Steiger in dem Willen zum Kampf gegen die nationalsozialistische Herrschaft in Deutschland. Ludwig wird von Steiger als Haupt der kleinen Widerstandsgruppe auserkoren. Im Frühjahr 1935 begibt sich der Prinz nach Berlin und nimmt an konspirativen Treffen einer Handvoll adeliger Antifaschisten teil. Die Putschisten werden in Dresden, dem Ort der zu Weihnachten geplanten Erhebung, von der SS verhaftet und gefoltert. An Ludwig geht die Tortur vorüber, obwohl er während des Verhörs die Schuld der Mitverschwörer auf sich lädt. In Sachsen sollte die Monarchie restauriert werden. Ludwig, dem Prinzen von Sachsen, wird nicht geglaubt. Im Gegensatz zu den Mithäftlingen hat Ludwig Glück. Polizeirat Donner bringt ihn Anfang November 1935 von Dresden nach Kumerau und übergibt dem des Landes Verwiesenen den Reisepass. Falls Ludwig deutsches Gebiet betritt, wird ihm bedeutet, würden seine Mitverschworenen hingerichtet werden.

### Herr Ozols
Der Text wird zum Exilroman: In Prag sucht Ludwig seinen Meister, den davongejagten Professor Rotteck, auf und beginnt eine Äffare mit dessen junger Frau Susanna. Rotteck arbeitet weiter an seinem vielbändigen Lebenswerk „Geschichte des Porträts in Europa“. Susanna verlässt Rotteck. Ludwig nimmt diese Mitteilung Rottecks ungerührt zur Kenntnis und kontaktiert in Prag Leo Breisach, den Redakteur der Wochenzeitschrift „Freies Wort“. Er will die Haftorte seiner Gefährten in Erfahrung bringen. Breisach hilft ihm mit einer Adresse und einer neuen Identität weiter. Ludwig reist als Rigaer Kaufmann Karlis Peteris Ozols ins Reich ein und erfährt in Eisenach Steigers Aufenthaltsort: Konzentrationslager Ginnheim bei Frankfurt am Main
Ludwig macht in Frankfurt Martis, den ehemaligen Chauffeur Wetzlars, ausfindig. Von Martis erfährt Ludwig, wie Wetzlar von den Machthabern in den Suizid getrieben wurde. Martis und Ludwig bestechen Sturmführer Linnemann mit 1500 Mark. Schutzhäftling Dr. Steiger kommt frei.

### Der Smaragd
Auf der Flucht nach England besichtigen Ludwig und Steiger in Brüssel St. Gudula. In Ostende naht die Stunde der Wahrheit. Der KZ-Häftling Steiger besitzt keinen Pass. Die beiden Flüchtlinge besteigen den rettenden Dampfer im Gefolge des Prinzen Victor von Bourbon-Braganza, eines Verwandten Ludwigs. Im Woburn-Haus in London, dem Sitz einer jüdischen Hilfsorganisation, wird weitergeholfen. Ludwig profiliert sich als Sprachlehrer. Dr. Steiger macht sich indes in der bescheidenen gemeinsamen Mietwohnung als Koch nützlich. Ab März 1936 arbeitet Ludwig neben der Hauslehrer-Tätigkeit am Goya-Manuskript weiter. In der Bibliothek begegnet er im April Ruth Wetzlar. Ruth, bettelarm, fristet in London ihren Aufenthalt.
Ludwigs kleines Werk „Goyas Jugend“ wird von einem Verlag angenommen.
Als Ruth sich einer riskanten Mandeloperation unterziehen muss, veräußert Ludwig seinen Smaragd, um den besten Halschirurgen Londons zu gewinnen. Der Eingriff gelingt. Ruth erholt sich auf der Insel Wight.
Prof. Rotteck stirbt 57-jährig auf der Überfahrt nach New York.
Es sieht ganz so aus, als würden Ruth und Ludwig ein Paar werden.

## Selbstzeugnis
- Bruno Frank[10] schreibt am 22. Mai 1937 an Thomas Mann: „Das Ding ist... doch ein Kunstwerk geworden, obwohl eine gewisse naive Direktheit nicht auszutreiben war.“

## Rezeption
Äußerungen vor dem Erscheinen
- Erika Mann, die sich wie Bruno und Liesl Frank in London aufhielt, schrieb über Den Reisepaß an ihre Mutter Katia Mann am 18. Mai 1836: „... und eben hat mir der Brunonarr aus seinem neuen Romane vorgelesen, der entschieden gut zu werden verspricht, – die Geschichte eines kleinen deutschen Prinzen, – etwa des schönen Hessenprinzen, den der Emil immer so gern hatte, – in Nazideutschland, – sehr leidenschaftlich erzählt, dabei aber übersetzt, – nicht so machwerkhaft wie die »Oppenheimer« oder der Tagger gar, – ganz aufregend, und erfreulich.“[11]

Äußerungen nach dem Erscheinen
- Zwar bemängelt Thomas Mann[12] in der Basler National-Zeitung vom 13. Juni 1937[13] das Sentimentale, doch er hebt die „künstlerische Lauterkeit und Anständigkeit“ hervor: „Er [der Roman] bietet ebensoviel Reizendes wie Grauenhaftes, und dies Grauenhafte, der deutsche Schrecken, weckt nie den Verdacht frivoler Ausbeutung zum Zwecke erzählerischer Sensation,...“
- Klaus Mann bewundert das Werk „als politischen Roman großen Stils“, moniert aber im Pariser Neuen Tage-Buch vom 5. Juni 1937 auf den Seiten 547–548[14] die „etwas romantisch-willkürliche Heldenwahl... als dichterische Laune..., uns als antifaschistischen Kämpfer diesen Prinzen-Jüngling vorzuführen: diesen Ausnahmefall, dieses nicht-typische Exemplar“. Das Märchenhafte der abenteuerlichen Helden-Chronik sei unübersehbar[15].
- Golo Mann lobt in der Neuen Weltbühne vom 1. Juli 1937 auf den Seiten 846–849[16] das Werk als unnachgiebigen politischen Text: „Er [Bruno Frank] nennt die Dinge beim Namen... Es geht ihm um Deutschland.“ Mit seiner Darstellung der adeligen Einzelkämpfer um den konservativen Dr. Steiger missbillige der Autor das Verhalten der deutschen Oberschicht in jenen Jahren.
- Stefan Zweig[17] tadelt Idealisierungen – zum Beispiel die Darstellung von Wetzlar und seiner Tochter.
- Arnold Zweig[18] äußert sich am 16. Juni 1937 in einem Brief an Lion Feuchtwanger abfällig über das aristokratische Milieu im Roman.
- Ludwig Marcuse kritisiert im Juli-Heft 1937 der Moskauer Zeitschrift Das Wort auf den Seiten 81–89[19] den unangemessenen Titel[20] des „problematischen“[21] Romans, relativiert aber: „...das Buch strömt eine solche Wärme des Herzens aus, daß man sich fast scheut, auf seine Unvollkommenheit zu ausführlich hinzuweisen“.[22]
- Alfred Kurella[23] bespricht den Roman im Heft 2/1937 der Moskauer Zeitschrift Internationale Literatur auf den Seiten 127–130. Erstaunt über die Wahl des fürstlichen Helden versucht der Rezensent die Einordnung dieser „eigenartigen Deutung des deutschen Schicksals und seiner Zukunft“ in den Symbolismus. Zwar distanziert sich Kurella vorsichtig von diesem „Neosymbolismus“ und geißelt die Fabel teilweise als unverständlich oder unwahrscheinlich[24], doch er nennt die tiefere Wahrheit: Der Don Quichote Ludwig ziehe unerschrocken aus in die Welt voller Abenteuer und fände sich in ihr zurecht. Dabei konstituierten Begegnungen mit solchen Figuren wie dem Chauffeur Martis den Sinn dieses „durch und durch optimistischen Buches“.
- Erika Mann und Klaus Mann schreiben in ihrer Darstellung des deutschen Exils Escape to life von 1939: „Held des Romans Der Reisepaß ist nur ein braver, anständiger und gutherziger junger Deutscher, wie es ihrer viele gibt: wir möchten es hoffen . Er stammt zwar aus einem ehemalig regierenden Fürstengeschlecht und führt in seinem Handgepäck eine Art von Talisman mit sich – einen kostbaren und glückbringenden Smaragd –; aber diese märchenhaft-romantischen Einschläge, denen die Erzählung einen Teil ihres literarischen Reizes verdankt, können nicht darüber täuschen, daß es sich hier um einen politischen und realistischen Roman handelt, um ein sehr aktuelles, schonungslos wahres und mutiges Buch.“[25]

Neuere Äußerungen
- Hans J. Fröhlich rezensiert den Roman in der Frankfurter Allgemeinen Zeitung vom 17. Februar 1976 auf S. 18.[26]
- Klaus Hermsdorf[27] ist im Juli 1979 von der „Liebesromanze“ am Ende des – fast unzumutbaren, eigentlich unglaubwürdigen – Romans leicht befremdet. Entführungen aus Konzentrationslagern seien seinerzeit nicht so glatt geglückt wie bei Bruno Frank. Hermsdorf verweist auf Das siebte Kreuz und nennt Hintergründe einiger Nebenepisoden: Erich Mühsams Ende 1934 im KZ Oranienburg sei in der Figur des Heinrich Nothaft porträtiert. Mit dem „Freien Wort“ Leo Breisachs in Prag werde an das Neue Tage-Buch Leopold Schwarzschilds in Paris erinnert. Wie andere Interpreten weist auch Hermsdorf besonders auf das Symbolträchtige des Textes hin. So stehe der Verkauf des Smaragds für das „Abschiednehmenmüssen“ Ludwigs von der eigenen Vergangenheit.
- Kirchner setzt sich in dem Kapitel „III. Ein adliger Antifaschist - Der Reisepaß“[28] seiner Dissertation mit dem Roman auseinander. Die Affäre Ludwigs mit Susanna Rotteck in Prag sei vom Kitsch nicht weit entfernt. Kirchner kreidet dem Verfasser den Deus ex machina Victor von Bourbon-Braganza an und zitiert in dem Kontext Martin Gregor-Dellin Kategorisierung vom „Rettungsmärchen“.[29] Trotz alledem, so lobt Kirchner, funktioniere die Geschichte des Prinzen – gleichsam als Klammer – für wirklichkeitsnähere Episoden. Gemeint sind die vier antifaschistischen Geschichten um Rotteck, Steiger, Wetzlar und Martis.[30]

## Ausgaben

### Erstausgabe in deutscher Sprache
- Der Reisepaß. Roman. Querido Verlag, Amsterdam 1937.[31] 363 Seiten, Leinen

### Andere Ausgaben
- Lost heritage. Übersetzer Cyrus Brooks. Viking Press, New York 1937.
- Closed frontiers. A story of modern Europe. Übersetzer: Cyrus Brooks. Macmillan Publishers, London 1937.
- Cestovní pas. Übersetzer: Pavel Levit. Družstevni Práce, Prag 1937.
- Der Reisepaß. Roman. Herausgegeben und mit einem Nachwort versehen von Martin Gregor-Dellin (S. 351–360).[32] Nymphenburger Verlagshandlung, München 1975.
- Bruno Frank: Het paspoort. Übersetzer: Huib van Krimpen.[33] Nachwort: M. H. Würzner. Allert de Lange Verlag, Amsterdam 1981.

### Verwendete Ausgabe
- Bruno Frank: Der Reisepaß. Roman. Mit einem Text von Alfred Kurella und einer Nachbemerkung von Klaus Hermsdorf. (S. 339–356). Buchverlag Der Morgen, Berlin 1980 (1. Aufl.) (Lizenzgeber: Nymphenburger Verlagshandlung, München 1975)